# Батаково (Тверская область)
Батаково — деревня в Зубцовском районе Тверской области. Входит в состав Вазузского сельского поселения.

## География
Находится в южной части Тверской области на расстоянии менее 2 км на юг от районного центра города Зубцов.

## История
Деревня была отмечена (тогда Бушманова) еще на карте 1825 года. В 1859 году здесь (деревня Зубцовского уезда Тверской губернии) было учтено 7 дворов, в 1941—30.

## Население
Численность населения: 32 человека (1859 год), 4 (чуваши 50 %) в 2002 году, 12 в 2010.